# Hurtaut
Der Hurtaut ist ein Fluss in Frankreich, der in den Regionen Grand Est und Hauts-de-France verläuft. Sein Quellbach entspringt knapp südlich des Regionalen Naturparks Ardennen unter dem Namen Ruisseau de Serre im Gemeindegebiet von Signy-l’Abbaye und entwässert generell in südwestlicher Richtung durch die Landschaft Thiérache. Etwa auf Höhe des Weilers La Malacquise, im Gemeindegebiet von Saint-Jean-aux-Bois, ändert auch der Wasserlauf seinen Namen auf Malacquise. Er erreicht unterhalb von Renneville die Grenze zur Nachbarregion Hauts-de-France, ändert hier nochmals seinen Namen auf Hurtaut und auch seine Fließrichtung auf Nordwest. Schließlich mündet er nach insgesamt rund 38 Kilometern bei Montcornet als linker Nebenfluss in die Serre. 
Auf seinem Weg durchquert der Hurtaut die Départements Ardennes und Aisne.

## Orte am Fluss
- Rocquigny
- Vaux-lès-Rubigny
- Fraillicourt
- Renneville
- Montloué
- Lislet
- Montcornet